# Oktan-2-ol
Oktan-2-ol (2-oktanol, 2-OH) je organická sloučenina s funkčním vzorcem CH3(CH2)5CH(OH)CH3. Jedná se o bezbarvou olejovitou kapalinu, která je špatně rozpustná ve vodě, zato však dobře rozpustná ve většina organických rozpouštědlech. Oktan-2-ol je řazen mezi mastné, sekundární alkoholy. V jeho molekule se nachází jedno chirální centrum; nejčastěji se ale setkáváme s jeho racemickou směsí.

## Výroba
Oktan-2-ol je komerčně připravován štěpením ricinolejové kyseliny. Vedlejším produktem této reakce je pak směs kyseliny sebakové.

## Použití
Oktan-2-ol se využívá především jako:
- potravinářská příchuť;
- málo těkavé rozpouštědlo (pryskyřice, agrochemikálie, extrakce minerálů atd.);
- protipěnící přísada (dřeň a papír, olej a plyn, cement, různé povlaky, uhlí atd.);
- napěňovač při flotační separaci rud od hlušin;
- smáčedlo.

Oktan-2-ol nalézá uplatnění také jako meziprodukt při výrobě značného počtu chemických látek:
- povrchově aktivní látky (ethoxyláty, sulfáty, ethersulfáty atd. );
- estery kosmetických změkčovadel (palmitát, adipát, maleát, stearát, myristát atd.);
- plastifikátory (akryláty, maleáty atd.);
- pesticidy (Dinocap);
- maziva: dithiofosfát zinečnatý (ZDDP);
- vůně (salicylát);
- při výrobě parfémů a dezinfekčních mýdel;
- k zabránění pěnění a jako rozpouštědlo tuků a vosků;
- k vyšetření mnoha typů mimovolních neurologických třesů.